# Maala
Maala (em árabe: معلة) é uma cidade e comuna localizada na província de Bouira, Argélia. Segundo o censo de 2008, a população total da cidade era de 5 296 habitantes.